# Retablo de los santos Cristóbal, Jerónimo y Luis de Tolosa
El retablo de los santos Cristóbal, Jerónimo y Luis de Tolosa es una pintura al óleo sobre tabla de 300 x 185 cm de Giovanni Bellini, firmada y datada en 1513, y conservada en la iglesia de San Juan Crisóstomo de Venecia.

## Historia
La obra forma parte de la última fase productiva del artista, en la que abrazó las novedades del tonalismo de Giorgione. Había sido encargada en 1494 por el mercader veneciano Giorgio Diletti, dejando una precisa disposición en su testamento, tanto sobre el tema como sobre la colocación. 
La firma y la fecha "1513" confirman que entre el encargo y la finalización del retablo transcurrieron casi veinte años, pero se desconoce la razón de ello. 

## Descripción y estilo
El esquema es el de la sacra conversación típica de la tradición veneciana, en mayor parte legada de la producción del mismo Bellini, con un arco decorado con mosaico que simula una ruptura de la pared sobre el altar y las tres figuras de santos. En lugar del tradicional trono de la Virgen, en posición central y elevada, se ve a san Jerónimo sentado sobre una roca, absorto en la lectura de la Biblia y retratado como ermitaño. Abajo, separados de su espacio abierto por un parapeto con mármol espejado (donde se encuentra el cartelito con la firma y fecha) se ven de pie a san Cristóbal a la izquierda y a la derecha un santo obispo joven. Este último había sido interpretado como san Agustín en base de un título sobre el libro que porta ("De civitate Dei") pero que finalmente se reveló apócrifo (se encuentra escrito de hecho sobre el revés del volumen, en lugar de en la portada). Los lirios de Anjou sobre el rico manto atestiguan en cambio que se trata de Luis de Tolosa, el noble francés que renunció a la corona para abrazar el franciscanismo. 
La opción de los santos, más que a sencillamente los homónimos y por tanto patronos de los comitentes, parece estar vinculada más bien a temas neoplatónicos, con Luis simbolizando la fe contemplativa y litúrgica, y Cristóbal a la activa y de predicación. San Jerónimo entre ambos sería el punto más alto de la vida espiritual, como conjunción perfecta entre acción y contemplación, entre ascesis y ciencia revelada, siendo también doctor de la Iglesia por su traducción de la Vulgata. 
El arco mismo simboliza la Iglesia y en él se encuentra escrito en griego el segundo verso del salmo 14: "El Señor desde los cielos se inclina sobre los hombres para ver si existe un sabio: si hay alguno que busque a Dios". El uso de la escritura griega está vinculado a la comunidad greco-veneciana, que se reunía en la propia iglesia de San Juan Crisóstomo. El versículo y el símbolo de la higuera que sirve de facistol al santo se refieren a Jerónimo, elegido por el Señor para comprender la ley suprema.
La fusión de los personajes con el paisaje demuestra la recepción de las novedades de Giorgione (Retablo de Castelfranco) y de Sebastiano del Piombo (Retablo de San Juan Crisóstomo, en la misma iglesia).